# Laperdiguera
Laperdiguera è un comune spagnolo di 110 abitanti situato nella comunità autonoma dell'Aragona.

Fa parte della comarca del Somontano de Barbastro.